# Trajaniec
Trajaniec (biał. Траянец; ros. Троянец, Trojaniec) – wieś na Białorusi, w obwodzie mińskim, w rejonie łohojskim, w sielsowiecie Krajsk. W 2019 roku liczyła 12 mieszkańców.